# 弗洛代格莫爾島
弗洛代格莫爾島是蘇格蘭的島嶼，位於北尤伊斯特島以東的大西洋海域，屬於外赫布里底群島的一部分，面積0.58平方公里，最高點海拔高度28米，島上無人居住。
57°29′54″N 7°9′12″W / 57.49833°N 7.15333°W